# Blechnum ledermannii
Blechnum ledermannii är en kambräkenväxtart som beskrevs av Guido Georg Wilhelm Brause. Blechnum ledermannii ingår i släktet Blechnum och familjen Blechnaceae. Inga underarter finns listade.